# 土方清
土方 清（ひじかた きよし、1945年1月10日 - ）は、日本の実業家。サークルKサンクス（現ファミリーマート）代表取締役社長、同社取締役会長、日本フランチャイズチェーン協会会長、日本小売業協会会長などを歴任した。藍綬褒章受章。

## 人物・経歴
愛知県名古屋市出身。1969年中京大学商学部卒業、西川屋チェン（現ファミリーマート）入社。サークルケイ・ジャパン（同社は2001年にシーアンドエスに改称後、2004年に吸収合併で消滅）取締役開発本部長、専務取締役などを経て、2001年から分割子会社として新設されたサークルケイ・ジャパンの代表取締役社長。2004年にはサンクスアンドアソシエイツとの経営統合を行い、サークルKサンクス（現・ファミリーマート）代表取締役社長。2007年取締役会長。2011年相談役。同年藍綬褒章受章。日本フランチャイズチェーン協会会長や、日本小売業協会会長、中京大学同窓会会長、赤枝医学研究財団理事等も務めた。